# Friedrich von Gentz
Friedrich von Gentz (ur. 2 maja 1764 we Wrocławiu, zm. 9 czerwca 1832 w Wiedniu) – niemiecki pisarz.

## Życiorys
Dzieciństwo i młodość spędził w okolicach Wrocławia. Pochodził z klasy średniej, ojciec był mistrzem mincerskim, później dyrektorem mennicy w Berlinie. Uczył się w Gimnazjum Marii Magdaleny, potem po przeniesieniu ojca do Berlina, gimnazjum Joachimsthaler. Następnie studiował u Kanta na Uniwersytecie Albertina w Królewcu, gdzie był pod przemożnym wpływem jego nauk, zwłaszcza że należał do elitarnego grona jego uczniów. Po krótkiej karierze radcy, został pisarzem i wydawcą periodyków.
Krytykował rewolucję francuską. Reprezentował wczesny konserwatyzm niemiecki; rozwijał poglądy, którym początek dał Edmund Burke. Był prawą ręką kanclerza Austrii Metternicha. Był sekretarzem generalnym kongresu wiedeńskiego.
Zwolennik tradycjonalistycznego konserwatyzmu. Zwalczał poglądy liberałów, takich jak Johann Erich Biester.
Zagorzały meloman i widz teatralny, w 1829 r. poznał (19-letnią) wówczas tancerkę Fanny Elßler. Poświęcił wiele pieniędzy i wysiłków, by nauczyć ją poprawnej wymowy i języka francuskiego, podsuwał lektury, a także wyrobił jej znajomości. Fanny była z nim do jego śmierci; potem kontynuowała karierę sceniczną stając się, obok Marii Taglioni, najbardziej znaną tancerką XIX w.